# Tro-Bro Léon 2006
Il Tro-Bro Léon 2006, ventitreesima edizione della corsa e valida come evento dell'UCI Europe Tour 2006 categoria 1.1, si svolse il 16 aprile 2006 su un percorso totale di circa 191,7 km. Fu vinto dall'australiano Mark Renshaw che terminò la gara in 4h46'54", alla media di 40,091  km/h.
Partenza con 132 ciclisti, dei quali 67 portarono a termine il percorso.

## Ordine d'arrivo (Top 10)
| Pos. | Corridore           | Squadra         | Tempo    |
| ---- | ------------------- | --------------- | -------- |
| 1    | Mark Renshaw        | Crédit Agricole | 4h46'54" |
| 2    | Aljaksandr Usaŭ     | AG2R Prév.      | a 1"     |
| 3    | Jean-Patrick Nazon  | AG2R Prév.      | s.t.     |
| 4    | Lloyd Mondory       | AG2R Prév.      | s.t.     |
| 5    | Lilian Jégou        | F. des Jeux     | s.t.     |
| 6    | Stéphane Bonsergent | Bretagne        | s.t.     |
| 7    | William Bonnet      | Crédit Agricole | s.t.     |
| 8    | Jean-Luc Delpech    | Bretagne        | s.t.     |
| 9    | Benoît Sinner       | Agritubel       | s.t.     |
| 10   | Ėduard Vorganov     | Omnibike        | s.t.     |